# Partit Popular Democràtic d'Eritrea
El Partit Popular Democràtic d'Eritrea (Eritrean People's Democratic Party) és una organització política d'oposició d'Eritrea, formada l'1 de gener de 2010 per la unió del Partit Popular d'Eritrea, el Partit Democràtic d'Eritrea i el Moviment de Resistència Democràtic d'Eritrea Gash Setit. El grup més important fou el partit Popular d'Eritrea antic Front d'Alliberament d'Eritrea-Consell Revolucionari que va agafar el nou nom el 2008 i el maig del 2009 va absorbir al Moviment de Resistència Democràtic Gash Setit.
El nou partit va adoptar com a bandera pròpia la d'Eritrea de 1952 si bé segurament s'adoptarà una bandera especifica pel partit més endavant.